# Fedora (1926)
Fedora ist ein deutsches Stummfilmdrama aus dem Jahre 1926 von Jean Manoussi mit Lee Parry in der Titelrolle. Der Geschichte liegt das gleichnamige Stück (1882) von Victorien Sardou zugrunde.

## Handlung
Die junge russische Fürstin Fedora versucht Loris Ipanoff in sich verliebt zu machen, da sie einen finsteren Racheplan verfolgt. Sie ist der Überzeugung, dass dieser gewissenlose Mann ihren einstigen Verlobten, den Petersburger Gardeoffizier und Hauptmann Wladimir, aus niedrigen Motiven ermordet hat, und hofft, mittels ihrer Verführungskünste Ipanoff ein Geständnis zu entlocken. Was sie nicht weiß: Wladimir war ein Herzensbrecher und hatte Fedora damals mit Ipanoffs Gattin Wanda betrogen. Als der gehörnte Gatte die beiden in einem Landhaus in flagranti erwischte, kam es zum Äußersten. Loris Ipanoff floh damals daraufhin mit Hilfe von Freunden nach Paris. Nachdem Fedora Loris in Paris aufgestöbert und in ihr „Spinnennetz“ gelockt hat, sitzt er in ihrer Liebesfalle fest. 
Doch dann findet die Fürstin heraus, dass Wladimir nicht der war, den sie in ihm zu sehen glaubte und sie ebenso betrog wie Wanda ihren Gatten. Fedora hat sich längst in Loris verliebt und will den von der Polizei international gesuchten Mörder des Gardeoffiziers nicht länger ans Messer liefern. Doch Fedora ist mit ihrem Rachefeldzug bereits an einen Punkt angelangt, an dem es kein Zurück mehr gibt, denn durch ihr Tun sind bereits Ipanoffs Schwester und dessen Mutter ums Leben gekommen. Loris erfährt von dem unendlichen Hass, den Fedora bislang antrieb, um ihn zu vernichten. Damit ist die zarte Bande, die sich zwischen ihnen beiden entwickelt hatte, schlagartig zerstört. Loris kann dieser Frau, die sein Leben und das zweier engster Verwandte zerstört hat, nicht verzeihen. Fedora hat alles verloren und sieht nur noch einen einzigen Ausweg: Sie nimmt sich mit Gift das Leben. 

## Produktionsnotizen
Fedora entstand im Winter 1925/26 im Maxim-Film-Studio, passierte die Filmzensur am 21. April 1926 und wurde am 6. Mai desselben Jahres in Berlins Tauentzienpalast uraufgeführt. Der mit Jugendverbot belegte Sechsakter besaß eine Länge von 2133 Meter. In Österreich lief der Film 1927 unter dem Titel Frauenliebe und Frauenhaß an.
Die Filmbauten entwarf Artur Günther.

## Kritiken
Die österreichische Arbeiter Zeitung schmähte diese Produktion: „Wenige Bühnenstücke eignen sich so gut zur Verfilmung wie die Sardous. Sie sind ausgesprochene spannende Filmstoffe. Die „Fedora“ zu verpatzen, wie das der Regisseur des Films „Frauenliebe und Frauenhaß“ getan hat, ist deshalb schon eine ganz beachtenswerte Leistung. Es war nicht leicht, aus diesem genau durchgerechneten, in seinen Wirkungen ausgewogenen Reißer einen ganz miserablen, langweiligen Film zu machen, in dem alle Möglichkeiten des Stoffes verpuffen. Lee Parry ist für die Fedora viel zu unbedeutend, zu harmlos, zu schwach, und hat nicht im entferntesten das mimische Talent, das eine Fedora in den großen Szenen des inneren Kampfes braucht. (…) Schade um diesen Filmstoff – es hätte ein virtuoser Filmreißer sein können, und es wurde fade Himbeerlimonade.“
Das Kino-Journal urteilte gnädiger: “Dieser Stoff, der einst als Drama siegreich über die Bühnen aller Länder ging, verfehlt in seinen leidenschaftlich bewegten Szenen auch im Film die packende Wirkung nicht.”